# Francisco Guerra (bispo)
Francisco Guerra (1587 – 3 de dezembro de 1657) foi um prelado católico romano que serviu como bispo de Plasencia (1655–1656) e bispo de Cádiz (1642–1655).

## Biografia
Francisco Guerra nasceu em 1587 em Villagarcía de Campos, Espanha, e foi nomeado sacerdote da Ordem dos Frades Menores. No dia 17 de fevereiro de 1642, foi confirmado pelo Papa Urbano VIII como Bispo de Cádiz. A 26 de maio de 1655, foi confirmado pelo Papa Alexandre VII como Bispo de Plasencia, onde serviu como bispo até à sua morte a 3 de dezembro de 1657.